# Lundsbrunn
Lundsbrunn är en tätort i Götene kommun i Västergötland, belägen cirka 12 kilometer norr om Skara, nära väg E20.

## Historia
Vid Lundsbrunn finns en källa, Odenskälla, som i början av 1700-talet fick medicinsk användning, och i början av 1800-talet började den radioaktiva järnkällan användas som hälsobrunn. Genom donation av greve G. Piper inrättades 1817 ett lasarett vid brunnen. Lundsbrunn som kurort har anor från 1890. Ortnamnet är känt sedan 1807 och är bildat av bebyggelsenamnet Lund i Ledsjö socken och hälsobrunnen.
1887 fick Lundsbrunn järnvägsförbindelse via Skara–Kinnekulle–Vänerns Järnväg som ännu finns kvar i form av en museijärnväg, Skara–Lundsbrunns Järnvägar.
Orten ligger i tre socknar, Ova socken, Skälvums socken och Ledsjö socken samt ingick efter kommunreformen 1862 i Ova landskommun, Ledsjö landskommun och Skälvums landskommun. I dessa inrättades 6 augusti 1915 Lundsbrunns municipalsamhälle, som när de tre landskommunerna 1952 uppgick Husaby landskommun kom att ingå i denna för att där upplösas 31 december 1957.

### Befolkningsutveckling
| Befolkningsutvecklingen i Lundsbrunn 1960–2020 | Befolkningsutvecklingen i Lundsbrunn 1960–2020 | Befolkningsutvecklingen i Lundsbrunn 1960–2020 | Befolkningsutvecklingen i Lundsbrunn 1960–2020 | Befolkningsutvecklingen i Lundsbrunn 1960–2020 |
| ---------------------------------------------- | ---------------------------------------------- | ---------------------------------------------- | ---------------------------------------------- | ---------------------------------------------- |
|                                                |                                                |                                                |                                                |                                                |
| År                                             |                                                |                                                | Folkmängd                                      | Areal (ha)                                     |
| 1960                                           | 1960                                           |                                                | 493                                            |                                                |
| 1965                                           | 1965                                           |                                                | 566                                            |                                                |
| 1970                                           | 1970                                           |                                                | 545                                            |                                                |
| 1975                                           | 1975                                           |                                                | 626                                            |                                                |
| 1980                                           | 1980                                           |                                                | 681                                            |                                                |
| 1990                                           | 1990                                           |                                                | 820                                            | 118                                            |
| 1995                                           | 1995                                           |                                                | 997                                            | 121                                            |
| 2000                                           | 2000                                           |                                                | 913                                            | 124                                            |
| 2005                                           | 2005                                           |                                                | 862                                            | 124                                            |
| 2010                                           | 2010                                           |                                                | 887                                            | 124                                            |
| 2015                                           | 2015                                           |                                                | 909                                            | 129                                            |
| 2020                                           | 2020                                           |                                                | 901                                            | 132                                            |
|                                                |                                                |                                                |                                                |                                                |